# Liga mistrů UEFA 2024/2025
Sezóna Ligy mistrů UEFA 2024/2025 byla 70. ročníkem nejprestižnější evropské klubové fotbalové soutěže a 33. od přejmenování z Poháru mistrů evropských zemí (PMEZ) na Ligu mistrů UEFA. Stala se první sezónou, která se poprvé odehrává v novém formátu, kdy v ligové fázi hraje každý tým osm zápasů s různými soupeři, ale všech 36 týmů bylo zařazeno do společné ligové fáze.
Finále se odehrálo v Allianz Areně, v Mnichově, v Německu.
Vítěz Ligy mistrů UEFA 2024/2025 se kvalifikuje do Superpoháru UEFA 2025, kde bude hrát proti vítězi Evropské ligy UEFA 2024/2025. Vítěz také bude automaticky nasazen do ligové fáze Ligy mistrů UEFA 2025/2026.

## Účastnická místa
Celkem 83 týmů z 53 členských zemí UEFA (výjimkou jsou Lichtenštejnsko, které nemá žádnou vlastní ligovou soutěž, a Rusko, jehož kluby vyřadila UEFA ze svých soutěží) se účastní Ligy mistrů UEFA 2023/2024. Každá země má přidělený počet míst podle koeficientů UEFA:
- Asociace na 1.–5. místě obdržely čtyři místa.
- Asociace na 6. místě obdržely tři místa.
- Asociace na 7–15. místě obdržely dvě místa.
- Asociace na 16.–55. místě (kromě Lichtenštejnska a Ruska) obdržely jedno místo.
- Vítězové Ligy mistrů UEFA 2023/2024 a Evropské ligy UEFA 2023/2024 jsou v soutěži oprávněni startovat, pokud se nekvalifikovali do Ligy mistrů UEFA 2024/2025 přes svou národní ligu.
- Dvě asociace, které v sezóně 2023/2024 získaly nejvíce bodů do koeficientu, měly o jedno místo v ligové fázi navíc.

### Žebříček UEFA
Účastnická místa pro Ligu mistrů UEFA 2024/2025 byla rozdělena podle koeficientu UEFA z roku 2023, do kterého byly započteny výsledky klubů dané země v evropských pohárových soutěžích od sezóny 2018/2019 do sezóny 2022/2023 včetně. Uvedené počty se mohou ještě měnit v závislosti na tom, zda si vítězové Ligy mistrů UEFA 2023/2024 a Evropské ligy UEFA 2023/2024 zajistí místa ze svých lig.
| #  | Asociace    | Koef.   | Týmy |
| -- | ----------- | ------- | ---- |
| 1  | Anglie      | 109,570 | 4    |
| 2  | Španělsko   | 92,998  | 4    |
| 3  | Německo     | 82,481  | 4    |
| 4  | Itálie      | 81,926  | 4    |
| 5  | Francie     | 61,164  | 4    |
| 6  | Nizozemsko  | 59,900  | 3    |
| 7  | Portugalsko | 56,216  | 2    |
| 8  | Belgie      | 42,200  | 2    |
| 9  | Skotsko     | 36,400  | 2    |
| 10 | Rakousko    | 34,000  | 2    |
| 11 | Srbsko      | 32,375  | 2    |
| 12 | Turecko     | 32,100  | 2    |
| 13 | Švýcarsko   | 31,675  | 2    |
| 14 | Ukrajina    | 29,500  | 2    |
| 15 | Česko       | 29,050  | 2    |
| 16 | Norsko      | 29,000  | 1    |
| 17 | Dánsko      | 27,825  | 1    |
| 18 | Rusko       | 26,215  | 0    |
| 19 | Chorvatsko  | 25,400  | 1    |

| #  | Asociace        | Koef.  | Týmy |
| -- | --------------- | ------ | ---- |
| 20 | Řecko           | 25,225 | 1    |
| 21 | Izrael          | 25,000 | 1    |
| 22 | Kypr            | 24,475 | 1    |
| 23 | Švédsko         | 23,750 | 1    |
| 24 | Polsko          | 20,750 | 1    |
| 25 | Maďarsko        | 20,625 | 1    |
| 26 | Rumunsko        | 20,500 | 1    |
| 27 | Bulharsko       | 20,000 | 1    |
| 28 | Slovensko       | 19,750 | 1    |
| 29 | Ázerbájdžán     | 16,625 | 1    |
| 30 | Kazachstán      | 12,625 | 1    |
| 31 | Slovinsko       | 12,500 | 1    |
| 32 | Moldavsko       | 12,250 | 1    |
| 33 | Kosovo          | 11,041 | 1    |
| 34 | Lichtenštejnsko | 11,000 | 0    |
| 35 | Lotyšsko        | 10,625 | 1    |
| 36 | Irsko           | 10,375 | 1    |
| 37 | Finsko          | 10,200 | 1    |
| 38 | Litva           | 10,625 | 1    |

| #  | Asociace            | Koef. | Týmy |
| -- | ------------------- | ----- | ---- |
| 39 | Arménie             | 9,875 | 1    |
| 40 | Bělorusko           | 9,875 | 1    |
| 41 | Bosna a Hercegovina | 9,750 | 1    |
| 42 | Lucembursko         | 9,000 | 1    |
| 43 | Faerské ostrovy     | 8,750 | 1    |
| 44 | Severní Irsko       | 8,583 | 1    |
| 45 | Malta               | 8,250 | 1    |
| 46 | Gruzie              | 8,000 | 1    |
| 47 | Estonsko            | 7,582 | 1    |
| 48 | Island              | 7,250 | 1    |
| 49 | Albánie             | 6,250 | 1    |
| 50 | Wales               | 6,166 | 1    |
| 51 | Gibraltar           | 5,791 | 1    |
| 52 | Severní Makedonie   | 5,500 | 1    |
| 53 | Andorra             | 5,165 | 1    |
| 54 | Černá Hora          | 4,750 | 1    |
| 55 | San Marino          | 1,999 | 1    |

### Rozdělení týmů
Informace zde odrážejí probíhající pozastavení účasti Ruska v evropském fotbale, a proto byly provedeny následující změny ve výchozím seznamu přístupů:
- Vítězové asociací 23 (Švédsko) a 24 (Polsko) postoupí do druhého kvalifikačního kola namísto prvního kvalifikačního kola (Mistrovská část).

|                       |                            | Týmy vstupující do tohoto kola | Týmy postupující z předchozího kola                       |
| --------------------- | -------------------------- | --- | --------------------------------------------------------- |
| 1. předkolo (30 týmů) | 1. předkolo (30 týmů)      | - 30 vítězů z asociací na 25.–55. místě (kromě Lichtenštejnska) |                                                           |
| 2. předkolo           | Mistrovská část (24 týmů)  | - 9 vítězů z asociací na 15.–24. místě (kromě Ruska) | - 15 vítězů z 1. předkola                                 |
| 2. předkolo           | Nemistrovská část (6 týmů) | - 6 týmů ze 2. místa asociací na 10.–15. místě |                                                           |
| 3. předkolo           | Mistrovská část (12 týmů)  | | - 12 vítězů z 2. předkola MČ                              |
| 3. předkolo           | Nemistrovská část (8 týmů) | - 3 týmy ze 2. místa asociací na 7.–9. místě - 1 tým ze 3. místa z asociace 6. místě - 1 tým ze 4. místa z asociace 5. místě | - 3 vítězové z 2. předkola NČ                             |
| 4. předkolo           | Mistrovská část (10 týmů)  | - 4 vítězové z asociací na 11.–14. místě | - 6 vítězů z 3. předkola MČ                               |
| 4. předkolo           | Nemistrovská část (4 týmy) | | - 4 vítězové z 3. předkola NČ                             |
| Ligová fáze (36 týmů) | Ligová fáze (36 týmů)      | - Vítěz Ligy mistrů UEFA 2023/2024 - Vítěz Evropské ligy UEFA 2023/2024 - Dvě asociace s nejvyššími koeficienty z předchozí sezóny získaly dodatečné místo v Lize mistrů. - 10 vítězů z asociací na 1.–10. místě - 6 týmů ze 2. místa asociací na 1.–6. místě - 5 týmů ze 3. místa asociací na 1.–5. místě - 4 týmy ze 4. místa asociací na 1.–4. místě | - 5 vítězů z 4. předkola MČ - 2 vítězové z 4. předkola NČ |

Pokud se držitelé titulu v Lize mistrů kvalifikovali přes národní ligu, pak se do ligové fáze dostal klub (pouze Mistrovská část) s nejvyšším klubovým koeficientem.
Vzhledem k tomu, že se držitelé titulu v Evropské lize kvalifikovali prostřednictvím domácí ligy (Atalanta BC), byly provedeny tyto úpravy
- Benfica jako klub s nejvyšším klubovým koeficientem, který by za jiných okolností vstoupil do kvalifikace mistrovské nebo nemistrovské části, obsadila místo přímo v ligové fázi;
- Red Bull Salzburg a Slavia Praha jako kluby s nejvyšším klubovým koeficientem, které by vstoupily do druhého předkola, obsadily místa ve třetím předkole.

Vzhledem k tomu, že se držitelé titulu v Lize mistrů kvalifikovali prostřednictvím domácí ligy dle standardního rozdělení, byly provedeny tyto úpravy:
- Šachtar Doněck jako klub s nejvyšším klubovým koeficientem v 3. nebo 4. předkole mistrovské části se přesunul přímo do ligové fáze;
- Dinamo Záhřeb jako klub s nejvyšším klubovým koeficientem v 2. předkole mistrovské části se přesunul do 4. předkola mistrovské části;
- Ferencvárosi a Karabach se namísto 1. předkola mistrovské části přesunuly do 2. předkola mistrovské části.

### Týmy
Týmy kvalifikované do Ligy mistrů UEFA 2024/2025 seřazeny podle kol, do kterých vstoupily. V závorkách ligové pozice z předchozí sezóny (LM: vítěz Ligy mistrů UEFA, EL: vítěz Evropské ligy UEFA).
| Ligová fáze     | Ligová fáze             | Real Madrid (1.) (LM)  | Atalanta (4.) (EL)     | Manchester City (1.)     | Arsenal (2.)               |  |  |  |  |
| Ligová fáze     | Ligová fáze             | Liverpool (3.)         | Aston Villa (4.)       | Barcelona (2.)           | Girona (3.)                |  |  |  |  |
| Ligová fáze     | Ligová fáze             | Atlético Madrid (4.)   | Bayer Leverkusen (1.)  | VfB Stuttgart (2.)       | Bayern Mnichov (3.)        |  |  |  |  |
| Ligová fáze     | Ligová fáze             | RB Leipzig (4.)        | Borussia Dortmund (5.) | Inter (1.)               | Milán (2.)                 |  |  |  |  |
| Ligová fáze     | Ligová fáze             | Juventus (3.)          | Bologna (5.)           | Paris Saint Germain (1.) | Monako (2.)                |  |  |  |  |
| Ligová fáze     | Ligová fáze             | Brest (3.)             | PSV Eindhoven (1.)     | Feyenoord (2.)           | Sporting CP (1.)           |  |  |  |  |
| Ligová fáze     | Ligová fáze             | Benfica (2.)           | Club Brugge (1.)       | Celtic (1.)              | Sturm Graz (1.)            |  |  |  |  |
| Ligová fáze     | Ligová fáze             | Šachtar Doněck (1.)    |                        |                          |                            |  |  |  |  |
|                 |                         |                        |                        |                          |                            |  |  |  |  |
| 4. předkolo     | Mistrovská část         | Crvena zvezda (1.)     | Galatasaray (1.)       | Young Boys (1.)          | GNK Dinamo Záhřeb (1.)     |  |  |  |  |
|                 |                         |                        |                        |                          |                            |  |  |  |  |
| 3. předkolo     | Nemistrovská část       | Lille (4.)             | Twente (3.)            | Union SG (2.)            | Rangers (2.)               |  |  |  |  |
| 3. předkolo     | Nemistrovská část       | Red Bull Salzburg (2.) | Slavia Praha (2.)      |                          |                            |  |  |  |  |
|                 |                         |                        |                        |                          |                            |  |  |  |  |
| 2. předkolo     | Mistrovská část         | Sparta Praha (1.)      | Bodø/Glimt (1.)        | Midtjylland (1.)         | PAOK (1.)                  |  |  |  |  |
| 2. předkolo     | Mistrovská část         | Maccabi Tel Aviv (1.)  | APOEL (1.)             | Malmö FF (1.)            | Jagiellonia Białystok (1.) |  |  |  |  |
| 2. předkolo     | Mistrovská část         | Ferencvárosi (1.)      | Karabach (1.)          |                          |                            |  |  |  |  |
| 2. předkolo     | Nemistrovská část       | Partizan (2.)          | Fenerbahçe (2.)        | Lugano (2.)              | Dynamo Kyjev (2.)          |  |  |  |  |
| 2. předkolo     |                         |                        |                        |                          |                            |  |  |  |  |
| 1. předkolo     |                         |                        |                        |                          |                            |  |  |  |  |
| Mistrovská část | FCSB (1.)               | Ludogorec Razgrad (1.) | Slovan Bratislava (1.) | Ordabasy (1.)            |                            |  |  |  |  |
| Mistrovská část | Celje (1.)              | Petrocub Hîncești (1.) | Ballkani (1.)          | RFS (1.)                 |                            |  |  |  |  |
| Mistrovská část | Shamrock Rovers (1.)    | HJK (1.)               | Panevėžys (1.)         | Pjunik (1.)              |                            |  |  |  |  |
| Mistrovská část | Dinamo Minsk (1.)       | Borac Banja Luka (1.)  | Differdange 03 (1.)    | KÍ (1.)                  |                            |  |  |  |  |
| Mistrovská část | Larne (1.)              | Ħamrun Spartans (1.)   | Dinamo Batumi (1.)     | Flora (1.)               |                            |  |  |  |  |
| Mistrovská část | Víkingur Reykjavík (1.) | Egnatia (1.)           | The New Saints (1.)    | Lincoln Red Imps (1.)    |                            |  |  |  |  |
| Mistrovská část | Struga (1.)             | UE Santa Coloma (1.)   | Dečić (1.)             | Virtus (1.)              |                            |  |  |  |  |

## Termíny
Termíny pro odehrání jednotlivých kol a jejich losování jsou uvedeny níže. Pokud není uvedeno jinak, los proběhl vždy ve švýcarském sídle UEFA v Nyonu.
| Fáze              | Kolo           | Datum losování                                        | První zápasy                                          | Druhé zápasy           |
| ----------------- | -------------- | ----------------------------------------------------- | ----------------------------------------------------- | ---------------------- |
| 1. předkolo       | Kvalifikace    | 18. června 2024                                       | 9.–10. července 2024                                  | 16.–17. července 2024  |
| 2. předkolo       | Kvalifikace    | 19. června 2024                                       | 23.–24. července 2024                                 | 30.–31. července 2024  |
| 3. předkolo       | Kvalifikace    | 22. července 2024                                     | 6.–7. srpna 2024                                      | 13. srpna 2024         |
| 4. předkolo       | Kvalifikace    | 5. srpna 2024                                         | 20.–21. srpna 2024                                    | 27.–28. srpna 2024     |
| Ligová fáze       | 1. kolo        | 29. srpna 2024                                        | 17.–19. září 2024                                     | 17.–19. září 2024      |
| Ligová fáze       | 2. kolo        | 29. srpna 2024                                        | 1.–2. října 2024                                      | 1.–2. října 2024       |
| Ligová fáze       | 3. kolo        | 29. srpna 2024                                        | 22.–23. října 2024                                    | 22.–23. října 2024     |
| Ligová fáze       | 4. kolo        | 29. srpna 2024                                        | 5.–6. listopadu 2024                                  | 5.–6. listopadu 2024   |
| Ligová fáze       | 5. kolo        | 29. srpna 2024                                        | 26.–27. listopadu 2024                                | 26.–27. listopadu 2024 |
| Ligová fáze       | 6. kolo        | 29. srpna 2024                                        | 10.–11. prosince 2024                                 | 10.–11. prosince 2024  |
| Ligová fáze       | 7. kolo        | 29. srpna 2024                                        | 21.–22. ledna 2025                                    | 21.–22. ledna 2025     |
| Ligová fáze       | 8. kolo        | 29. srpna 2024                                        | 29. ledna 2025                                        | 29. ledna 2025         |
| Vyřazovací fáze   |                |                                                       |                                                       |                        |
| Předkolo play-off | 31. ledna 2025 | 11.–12. února 2025                                    | 18.–19. února 2025                                    |                        |
| Osmifinále        | 21. února 2025 | 4.–5. března 2025                                     | 11.–12. března 2025                                   |                        |
| Čtvrtfinále       | 21. února 2025 | 8.–9. dubna 2025                                      | 15.–16. dubna 2025                                    |                        |
| Semifinále        | 21. února 2025 | 29.–30. dubna 2025                                    | 6.–7. května 2025                                     |                        |
| Finále            | 21. února 2025 | 31. května 2025 na stadionu Allianz Arena, v Mnichově | 31. května 2025 na stadionu Allianz Arena, v Mnichově |                        |

## Kvalifikace

### 1. předkolo
Los 1. předkola proběhl 18. června 2024.
Vítězové postoupí do 2. předkola. Poražení se přesunou do mistrovské části 2. předkola Konferenční ligy.
| Domácí v 1. zápase | Celkem         | Hosté v 1. zápase | 1. zápas | 2. zápas  |
| ------------------ | -------------- | ----------------- | -------- | --------- |
| Slovan Bratislava  | 6 : 3          | Struga            | 4:2      | 2:1       |
| The New Saints     | 4 : 1          | Dečić             | 3:0      | 1:1       |
| Borac Banja Luka   | 2 : 2 (4:1 p.) | Egnatia           | 1:0      | 1:2 (pp.) |
| Ħamrun Spartans    | 1 : 1 (4:5 p.) | Lincoln Red Imps  | 0:1      | 1:0 (pp.) |
| UE Santa Coloma    | 3 : 3 (6:5 p.) | Ballkani          | 1:2      | 2:1 (pp.) |
| Flora              | 1 : 7          | Celje             | 0:5      | 1:2       |
| KÍ                 | 2 : 0          | Differdange 03    | 2:0      | 0:0       |
| Panevėžys          | 4 : 1          | HJK               | 3:0      | 1:1       |
| RFS                | 7 : 0          | Larne             | 3:0      | 4:0       |
| Víkingur Reykjavík | 1 : 2          | Shamrock Rovers   | 0:0      | 1:2       |
| Virtus             | 1 : 11         | FCSB              | 1:7      | 0:4       |
| Ludogorec Razgrad  | 3 : 2          | Dinamo Batumi     | 3:1      | 0:1       |
| Ordabasy           | 0 : 1          | Petrocub Hîncești | 0:0      | 0:1       |
| Dinamo Minsk       | 1 : 0          | Pjunik            | 0:0      | 1:0       |

### 2. předkolo
Los 2. předkola proběhl 19. června 2024.
Vítězové postoupí do 3. předkola. Poražení z mistrovské části se přesunou do mistrovské části 3. předkola Evropské ligy, poražení z nemistrovské části se přesunou do nemistrovské části 3. předkola Evropské ligy.

#### Mistrovská část
| Domácí v 1. zápase | Celkem | Hosté v 1. zápase     | 1. zápas | 2. zápas |
| ------------------ | ------ | --------------------- | -------- | -------- |
| Ludogorec Razgrad  | 2 : 1  | Dinamo Minsk          | 2:0      | 0:1      |
| APOEL              | 2 : 1  | Petrocub Hîncești     | 1:0      | 1:1      |
| Ferencvárosi       | 7 : 1  | The New Saints        | 5:0      | 2:1      |
| PAOK               | 4 : 2  | Borac Banja Luka      | 3:2      | 1:0      |
| Bodø/Glimt         | 7 : 1  | RFS                   | 4:0      | 3:1      |
| Malmö FF           | 6 : 4  | KÍ                    | 4:1      | 2:3      |
| Shamrock Rovers    | 2 : 6  | Sparta Praha          | 0:2      | 2:4      |
| UE Santa Coloma    | 0 : 4  | Midtjylland           | 0:3      | 0:1      |
| Celje              | 1 : 6  | Slovan Bratislava     | 1:1      | 0:5      |
| Panevėžys          | 1 : 7  | Jagiellonia Białystok | 0:4      | 1:3      |
| Lincoln Red Imps   | 0 : 7  | Karabach              | 0:2      | 0:5      |
| FCSB               | 2 : 1  | Maccabi Tel Aviv      | 1:1      | 1:0      |

#### Nemistrovská část
| Domácí v 1. zápase | Celkem | Hosté v 1. zápase | 1. zápas | 2. zápas |
| ------------------ | ------ | ----------------- | -------- | -------- |
| Lugano             | 4 : 6  | Fenerbahçe        | 3:4      | 1:2      |
| Dynamo Kyjev       | 9 : 2  | Partizan          | 6:2      | 3:0      |

### 3. předkolo
Los 3. předkola proběhl 22. července 2024.
Vítězové postoupili do 4. předkola. Poražení z mistrovské části se přesunuli do mistrovské části 4. předkola Evropské ligy, poražení z nemistrovské části se přesunulu přímo do ligové fáze Evropské ligy.

#### Mistrovská část
| Domácí v 1. zápase    | Celkem | Hosté v 1. zápase | 1. zápas | 2. zápas  |
| --------------------- | ------ | ----------------- | -------- | --------- |
| Karabach              | 8 : 4  | Ludogorec Razgrad | 1:2      | 7:2 (pp.) |
| Slovan Bratislava     | 2 : 0  | APOEL             | 2:0      | 0:0       |
| Sparta Praha          | 4 : 3  | FCSB              | 1:1      | 3:2       |
| Malmö FF              | 6 : 5  | PAOK              | 2:2      | 4:3 (pp.) |
| Midtjylland           | 3 : 1  | Ferencvárosi      | 2:0      | 1:1       |
| Jagiellonia Białystok | 1 : 5  | Bodø/Glimt        | 0:1      | 1:4       |

#### Nemistrovská část
| Domácí v 1. zápase | Celkem | Hosté v 1. zápase    | 1. zápas | 2. zápas  |
| ------------------ | ------ | -------------------- | -------- | --------- |
| Slavia Praha       | 4 : 1  | Union Saint-Gilloise | 3:1      | 1:0       |
| Lille              | 3 : 2  | Fenerbahçe           | 2:1      | 1:1 (pp.) |
| Dynamo Kyjev       | 3 : 1  | Rangers              | 1:1      | 2:0       |
| Red Bull Salzburg  | 5 : 4  | Twente               | 2:1      | 3:3       |

### 4. předkolo
Los 4. předkola proběhne 5. srpna 2024.
Vítězové postoupili do premiérového ročníku ligové fáze. Poražení z mistrovské i nemistrovské části se přesunuli do ligové fáze Evropské ligy.

#### Mistrovská část
| Domácí v 1. zápase | Celkem | Hosté v 1. zápase | 1. zápas | 2. zápas |
| ------------------ | ------ | ----------------- | -------- | -------- |
| Young Boys         | 4 : 2  | Galatasaray       | 3:2      | 1:0      |
| Dinamo Záhřeb      | 5 : 0  | Karabach          | 3:0      | 2:0      |
| Midtjylland        | 3 : 4  | Slovan Bratislava | 1:1      | 2:3      |
| Bodø/Glimt         | 2 : 3  | CZ Bělehrad       | 2:1      | 0:2      |
| Malmö FF           | 0 : 4  | Sparta Praha      | 0:2      | 0:2      |

#### Nemistrovská část
| Domácí v 1. zápase | Celkem | Hosté v 1. zápase | 1. zápas | 2. zápas |
| ------------------ | ------ | ----------------- | -------- | -------- |
| Lille              | 3 : 2  | Slavia Praha      | 2:0      | 1:2      |
| Dynamo Kyjev       | 1 : 3  | Red Bull Salzburg | 0:2      | 1:1      |

## Ligová fáze
Losování ligové fáze Ligy mistrů UEFA 2024/25 se uskutečnilo 29. srpna 2024 v 18:00 v Grimaldi Forum v Monaku. 36 týmů bylo rozděleno do čtyř výkonnostních košů po devíti týmech na základě klubového koeficientu UEFA, s výjimkou držitele titulu v Lize mistrů, který byl automaticky zařazen do prvního koše.
36 týmů bylo vylosováno ručně a poté automatický software digitálně vylosoval jejich osm různých soupeřů a určil, které zápasy se odehrají doma a které venku. Každý tým se utkává se dvěma soupeři z každého ze čtyř košů, s jedním doma a s jedním venku. Týmy nemohou čelit soupeřům ze své země a mohou být vylosovány maximálně proti dvěma týmům ze stejné země. Vlastní nalosování týmů provedl Gianluigi Buffon a software následně inicioval Cristiano Ronaldo.
Aston Villa, Bologna, Brest, Slovan Bratislava a Girona se účastní Ligy mistrů poprvé od zavedení již zrušené skupinové fáze, přičemž pro Brest a Gironu to je historicky první účast v evropských pohárových soutěžích.
Osm nejlepších týmů na žebříčku získá postup do osmifinále. Týmy na 9. až 24. místě se utkají v šestnáctifinále (v předkole play-off), přičemž týmy na 9. až 16. místě budou nasazeny pro los. Týmy na 25. až 36. místě budou vyřazeny ze všech soutěží a nebudou mít možnost posunu do Evropské ligy 2024/25.
Los
| Koš 1 | Koš 2 | Koš 3 | Koš 4 |
| --- | --- | --- | --- |
| - Real Madrid KK: 136.000 - Manchester City KK: 148.000 - Bayern Mnichov KK: 144.000 - Paris Saint-Germain KK: 116.000 - Liverpool KK: 114.000 - Inter KK: 101.000 - Borussia Dortmund KK: 97.000 - RB Leipzig KK: 97.000 - Barcelona KK: 91.000 | - Bayer Leverkusen KK: 90.000 - Atlético Madrid KK: 89.000 - Atalanta KK: 81.000 - Juventus KK: 80.000 - Benfica KK: 79.000 - Arsenal KK: 72.000 - Club Brugge KK: 64.000 - Šachtar Doněck KK: 63.000 - Milán KK: 59.000 | - Feyenoord CC: 57.000 - Sporting CP CC: 54.500 - PSV Eindhoven CC: 54.000 - Dinamo Záhřeb CC: 50.000 - Red Bull Salzburg CC: 50.000 - Lille CC: 42.000 - CZ Bělehrad CC: 40.000 - Young Boys CC: 34.500 - Celtic CC: 32.000 | - Slovan Bratislava CC: 30.500 - Monaco KK: 24.000 - Sparta Praha KK: 22.500 - Aston Villa KK: 20.860 - Bologna KK: 18.056 - Girona KK: 17.897 - VfB Stuttgart KK: 17.324 - Sturm Graz KK: 14.500 - Brest KK: 13.366 |

| Klub                | Soupeři z koše 1    | Soupeři z koše 1    | Soupeři z koše 2 | Soupeři z koše 2 | Soupeři z koše 3  | Soupeři z koše 3  | Soupeři z koše 4  | Soupeři z koše 4  |
| Klub                | Doma                | Venku               | Doma             | Venku            | Doma              | Venku             | Doma              | Venku             |
| ------------------- | ------------------- | ------------------- | ---------------- | ---------------- | ----------------- | ----------------- | ----------------- | ----------------- |
| Real Madrid         | Borussia Dortmund   | Liverpool           | Milán            | Atalanta         | Red Bull Salzburg | Lille             | VfB Stuttgart     | Brest             |
| Manchester City     | Inter               | Paris Saint-Germain | Club Brugge      | Juventus         | Feyenoord         | Sporting CP       | Sparta Praha      | Slovan Bratislava |
| Bayern Mnichov      | Paris Saint-Germain | Barcelona           | Benfica          | Shakhtar Donetsk | Dinamo Záhřeb     | Feyenoord         | Slovan Bratislava | Aston Villa       |
| Paris Saint-Germain | Manchester City     | Bayern Mnichov      | Atlético Madrid  | Arsenal          | PSV Eindhoven     | Red Bull Salzburg | Girona            | VfB Stuttgart     |
| Liverpool           | Real Madrid         | RB Leipzig          | Bayer Leverkusen | Milán            | Lille             | PSV Eindhoven     | Bologna           | Girona            |
| Inter               | RB Leipzig          | Manchester City     | Arsenal          | Bayer Leverkusen | CZ Bělehrad       | Young Boys        | Monaco            | Sparta Praha      |
| Borussia Dortmund   | Barcelona           | Real Madrid         | Shakhtar Donetsk | Club Brugge      | Celtic            | Dinamo Záhřeb     | Sturm Graz        | Bologna           |
| RB Leipzig          | Liverpool           | Inter               | Juventus         | Atlético Madrid  | Sporting CP       | Celtic            | Aston Villa       | Sturm Graz        |
| Barcelona           | Bayern Mnichov      | Borussia Dortmund   | Atalanta         | Benfica          | Young Boys        | CZ Bělehrad       | Brest             | Monaco            |
|                     |                     |                     |                  |                  |                   |                   |                   |                   |
| Bayer Leverkusen    | Inter               | Liverpool           | Milán            | Atlético Madrid  | Red Bull Salzburg | Feyenoord         | Sparta Praha      | Brest             |
| Atlético Madrid     | RB Leipzig          | Paris Saint-Germain | Bayer Leverkusen | Benfica          | Lille             | Red Bull Salzburg | Slovan Bratislava | Sparta Praha      |
| Atalanta            | Real Madrid         | Barcelona           | Arsenal          | Shakhtar Donetsk | Celtic            | Young Boys        | Sturm Graz        | VfB Stuttgart     |
| Juventus            | Manchester City     | RB Leipzig          | Benfica          | Club Brugge      | PSV Eindhoven     | Lille             | VfB Stuttgart     | Aston Villa       |
| Benfica             | Barcelona           | Bayern Mnichov      | Atlético Madrid  | Juventus         | Feyenoord         | CZ Bělehrad       | Bologna           | Monaco            |
| Arsenal             | Paris Saint-Germain | Inter               | Shakhtar Donetsk | Atalanta         | Dinamo Záhřeb     | Sporting CP       | Monaco            | Girona            |
| Club Brugge         | Borussia Dortmund   | Manchester City     | Juventus         | Milán            | Sporting CP       | Celtic            | Aston Villa       | Sturm Graz        |
| Šachtar Doněck      | Bayern Mnichov      | Borussia Dortmund   | Atalanta         | Arsenal          | Young Boys        | PSV Eindhoven     | Brest             | Bologna           |
| Milán               | Liverpool           | Real Madrid         | Club Brugge      | Bayer Leverkusen | CZ Bělehrad       | Dinamo Záhřeb     | Girona            | Slovan Bratislava |
|                     |                     |                     |                  |                  |                   |                   |                   |                   |
| Feyenoord           | Bayern Mnichov      | Manchester City     | Bayer Leverkusen | Benfica          | Red Bull Salzburg | Lille             | Sparta Praha      | Girona            |
| Sporting CP         | Manchester City     | RB Leipzig          | Arsenal          | Club Brugge      | Lille             | PSV Eindhoven     | Bologna           | Sturm Graz        |
| PSV Eindhoven       | Liverpool           | Paris Saint-Germain | Shakhtar Donetsk | Juventus         | Sporting CP       | CZ Bělehrad       | Girona            | Brest             |
| Dinamo Záhřeb       | Borussia Dortmund   | Bayern Mnichov      | Milán            | Arsenal          | Celtic            | Red Bull Salzburg | Monaco            | Slovan Bratislava |
| Red Bull Salzburg   | Paris Saint-Germain | Real Madrid         | Atlético Madrid  | Bayer Leverkusen | Dinamo Záhřeb     | Feyenoord         | Brest             | Sparta Praha      |
| Lille               | Real Madrid         | Liverpool           | Juventus         | Atlético Madrid  | Feyenoord         | Sporting CP       | Sturm Graz        | Bologna           |
| CZ Bělehrad         | Barcelona           | Inter               | Benfica          | Milán            | PSV Eindhoven     | Young Boys        | VfB Stuttgart     | Monaco            |
| Young Boys          | Inter               | Barcelona           | Atalanta         | Shakhtar Donetsk | CZ Bělehrad       | Celtic            | Aston Villa       | VfB Stuttgart     |
| Celtic              | RB Leipzig          | Borussia Dortmund   | Club Brugge      | Atalanta         | Young Boys        | Dinamo Záhřeb     | Slovan Bratislava | Aston Villa       |
|                     |                     |                     |                  |                  |                   |                   |                   |                   |
| Slovan Bratislava   | Manchester City     | Bayern Mnichov      | Milán            | Atlético Madrid  | Dinamo Záhřeb     | Celtic            | VfB Stuttgart     | Girona            |
| Monaco              | Barcelona           | Inter               | Benfica          | Arsenal          | CZ Bělehrad       | Dinamo Záhřeb     | Aston Villa       | Bologna           |
| Sparta Praha        | Inter               | Manchester City     | Atlético Madrid  | Bayer Leverkusen | Red Bull Salzburg | Feyenoord         | Brest             | VfB Stuttgart     |
| Aston Villa         | Bayern Mnichov      | RB Leipzig          | Juventus         | Club Brugge      | Celtic            | Young Boys        | Bologna           | Monaco            |
| Bologna             | Borussia Dortmund   | Liverpool           | Shakhtar Donetsk | Benfica          | Lille             | Sporting CP       | Monaco            | Aston Villa       |
| Girona              | Liverpool           | Paris Saint-Germain | Arsenal          | Milán            | Feyenoord         | PSV Eindhoven     | Slovan Bratislava | Sturm Graz        |
| VfB Stuttgart       | Paris Saint-Germain | Real Madrid         | Atalanta         | Juventus         | Young Boys        | CZ Bělehrad       | Sparta Praha      | Slovan Bratislava |
| Sturm Graz          | RB Leipzig          | Borussia Dortmund   | Club Brugge      | Atalanta         | Sporting CP       | Lille             | Girona            | Brest             |
| Brest               | Real Madrid         | Barcelona           | Bayer Leverkusen | Shakhtar Donetsk | PSV Eindhoven     | Red Bull Salzburg | Sturm Graz        | Sparta Praha      |

### Tabulka
|  | Postup do osmifinále                                       |
|  | Postup do šestnáctifinále (předkolo play-off) - nasazený   |
|  | Postup do šestnáctifinále (předkolo play-off) - nenasazený |

| Poř. | Tým                 | Z | V | R | P | VG | OG | B  |
| ---- | ------------------- | - | - | - | - | -- | -- | -- |
| 1.   | Liverpool           | 8 | 7 | 0 | 1 | 17 | 5  | 21 |
| 2.   | Barcelona           | 8 | 6 | 1 | 1 | 28 | 13 | 19 |
| 3.   | Arsenal             | 8 | 6 | 1 | 1 | 16 | 3  | 19 |
| 4.   | Inter               | 8 | 6 | 1 | 1 | 11 | 1  | 19 |
| 5.   | Atlético Madrid     | 8 | 6 | 0 | 2 | 20 | 12 | 18 |
| 6.   | Bayer Leverkusen    | 8 | 5 | 1 | 2 | 15 | 7  | 16 |
| 7.   | Lille               | 8 | 5 | 1 | 2 | 17 | 10 | 16 |
| 8.   | Aston Villa         | 8 | 5 | 1 | 2 | 13 | 6  | 16 |
| 9.   | Atalanta            | 8 | 4 | 3 | 1 | 20 | 6  | 15 |
| 10.  | Borussia Dortmund   | 8 | 5 | 0 | 3 | 22 | 12 | 15 |
| 11.  | Real Madrid         | 8 | 5 | 0 | 3 | 20 | 12 | 15 |
| 12.  | Bayern Mnichov      | 8 | 5 | 0 | 3 | 20 | 12 | 15 |
| 13.  | Milán               | 8 | 5 | 0 | 3 | 14 | 11 | 15 |
| 14.  | PSV Eindhoven       | 8 | 4 | 2 | 2 | 16 | 12 | 14 |
| 15.  | Paris Saint-Germain | 8 | 4 | 1 | 3 | 14 | 9  | 13 |
| 16.  | Benfica             | 8 | 4 | 1 | 3 | 16 | 12 | 13 |
| 17.  | Monaco              | 8 | 4 | 1 | 3 | 13 | 13 | 13 |
| 18.  | Brest               | 8 | 4 | 1 | 3 | 10 | 11 | 13 |
| 19.  | Feyenoord           | 8 | 4 | 1 | 3 | 18 | 21 | 13 |
| 20.  | Juventus            | 8 | 3 | 3 | 2 | 9  | 7  | 12 |
| 21.  | Celtic              | 8 | 3 | 3 | 2 | 13 | 14 | 12 |
| 22.  | Manchester City     | 8 | 3 | 2 | 3 | 18 | 14 | 11 |
| 23.  | Sporting CP         | 8 | 3 | 2 | 3 | 13 | 12 | 11 |
| 24.  | Club Brugge         | 8 | 3 | 2 | 3 | 7  | 11 | 11 |
| 25.  | Dinamo Záhřeb       | 8 | 3 | 2 | 3 | 12 | 19 | 11 |
| 26.  | VfB Stuttgart       | 8 | 3 | 1 | 4 | 13 | 17 | 10 |
| 27.  | Šachtar Doněck      | 8 | 2 | 1 | 5 | 8  | 16 | 7  |
| 28.  | Bologna             | 8 | 1 | 3 | 4 | 4  | 9  | 6  |
| 29.  | CZ Bělehrad         | 8 | 2 | 0 | 6 | 13 | 22 | 6  |
| 30.  | Sturm Graz          | 8 | 2 | 0 | 6 | 5  | 14 | 6  |
| 31.  | Sparta Praha        | 8 | 1 | 1 | 6 | 7  | 21 | 4  |
| 32.  | RB Leipzig          | 8 | 1 | 0 | 7 | 8  | 15 | 3  |
| 33.  | Girona              | 8 | 1 | 0 | 7 | 5  | 13 | 3  |
| 34.  | Red Bull Salzburg   | 8 | 1 | 0 | 7 | 5  | 27 | 3  |
| 35.  | Slovan Bratislava   | 8 | 0 | 0 | 8 | 7  | 27 | 0  |
| 36.  | Young Boys          | 8 | 0 | 0 | 8 | 3  | 24 | 0  |

1. 1 2  Shodný počet bodů (15), brankový rozdíl (+8), vstřelené góly (20), góly venku (6) a výhry (5). Pořadí na základě venkovních výher: Real Madrid 2, Bayern Mnichov 1

### Zápasy
| Tým #1              | Výsledek | Tým #2            |
| ------------------- | -------- | ----------------- |
| Young Boys          | 0 : 3    | Aston Villa       |
| Juventus            | 3 : 1    | PSV Eindhoven     |
| Milán               | 1 : 3    | Liverpool         |
| Bayern Mnichov      | 9 : 2    | Dinamo Záhřeb     |
| Real Madrid         | 3 : 1    | VfB Stuttgart     |
| Sporting CP         | 2 : 0    | Lille             |
| Sparta Praha        | 3 : 0    | Red Bull Salzburg |
| Bologna             | 0 : 0    | Šachtar Doněck    |
| Celtic              | 5 : 1    | Slovan Bratislava |
| Club Brugge         | 0 : 3    | Borussia Dortmund |
| Manchester City     | 0 : 0    | Inter             |
| Paris Saint-Germain | 1 : 0    | Girona            |
| Feyenoord           | 0 : 4    | Bayer Leverkusen  |
| CZ Bělehrad         | 1 : 2    | Benfica           |
| Monaco              | 2 : 1    | Barcelona         |
| Atalanta            | 0 : 0    | Arsenal           |
| Atlético Madrid     | 2 : 1    | RB Leipzig        |
| Brest               | 2 : 1    | Sturm Graz        |

| Tým #1            | Výsledek | Tým #2              |
| ----------------- | -------- | ------------------- |
| Red Bull Salzburg | 0 : 4    | Brest               |
| VfB Stuttgart     | 1 : 1    | Sparta Praha        |
| Arsenal           | 2 : 0    | Paris Saint-Germain |
| Bayer Leverkusen  | 1 : 0    | Milán               |
| Borussia Dortmund | 7 : 1    | Celtic              |
| Barcelona         | 5 : 0    | Young Boys          |
| Inter             | 4 : 0    | CZ Bělehrad         |
| PSV Eindhoven     | 1 : 1    | Sporting CP         |
| Slovan Bratislava | 0 : 4    | Manchester City     |
| Šachtar Doněck    | 0 : 3    | Atalanta            |
| Girona            | 2 : 3    | Feyenoord           |
| Aston Villa       | 1 : 0    | Bayern Mnichov      |
| Dinamo Záhřeb     | 2 : 0    | Monaco              |
| Liverpool         | 2 : 0    | Bologna             |
| Lille             | 1 : 0    | Real Madrid         |
| RB Leipzig        | 2 : 3    | Juventus            |
| Sturm Graz        | 0 : 1    | Club Brugge         |
| Benfica           | 4 : 0    | Atlético Madrid     |

| Tým #1              | Výsledek | Tým #2            |
| ------------------- | -------- | ----------------- |
| Milán               | 3 : 1    | Club Brugge       |
| Monaco              | 5 : 1    | CZ Bělehrad       |
| Arsenal             | 1 : 0    | Šachtar Doněck    |
| Aston Villa         | 2 : 0    | Bologna           |
| Girona              | 2 : 0    | Slovan Bratislava |
| Juventus            | 0 : 1    | VfB Stuttgart     |
| Paris Saint-Germain | 1 : 1    | PSV Eindhoven     |
| Real Madrid         | 5 : 2    | Borussia Dortmund |
| Sturm Graz          | 0 : 2    | Sporting CP       |
| Atalanta            | 0 : 0    | Celtic            |
| Brest               | 1 : 1    | Bayer Leverkusen  |
| Atlético Madrid     | 1 : 3    | Lille             |
| Young Boys          | 0 : 1    | Inter             |
| Barcelona           | 4 : 1    | Bayern Mnichov    |
| Red Bull Salzburg   | 0 : 2    | Dinamo Záhřeb     |
| Manchester City     | 5 : 0    | Sparta Praha      |
| RB Leipzig          | 0 : 1    | Liverpool         |
| Benfica             | 1 : 3    | Feyenoord         |

| Tým #1              | Výsledek | Tým #2            |
| ------------------- | -------- | ----------------- |
| PSV Eindhoven       | 4 : 0    | Girona            |
| Slovan Bratislava   | 1 : 4    | Dinamo Záhřeb     |
| Bologna             | 0 : 1    | Monaco            |
| Borussia Dortmund   | 1 : 0    | Sturm Graz        |
| Celtic              | 3 : 1    | RB Leipzig        |
| Liverpool           | 4 : 0    | Bayer Leverkusen  |
| Lille               | 1 : 1    | Juventus          |
| Real Madrid         | 1 : 3    | Milán             |
| Sporting CP         | 4 : 1    | Manchester City   |
| Club Brugge         | 1 : 0    | Aston Villa       |
| Šachtar Doněck      | 2 : 1    | Young Boys        |
| Sparta Praha        | 1 : 2    | Brest             |
| Inter               | 1 : 0    | Arsenal           |
| Feyenoord           | 1 : 3    | Red Bull Salzburg |
| CZ Bělehrad         | 2 : 5    | Barcelona         |
| Paris Saint-Germain | 1 : 2    | Atlético Madrid   |
| VfB Stuttgart       | 0 : 2    | Atalanta          |
| Bayern Mnichov      | 1 : 0    | Benfica           |

| Tým #1            | Výsledek | Tým #2              |
| ----------------- | -------- | ------------------- |
| Sparta Praha      | 0 : 6    | Atlético Madrid     |
| Slovan Bratislava | 2 : 3    | Milán               |
| Bayer Leverkusen  | 5 : 0    | Red Bull Salzburg   |
| Young Boys        | 1 : 6    | Atalanta            |
| Barcelona         | 3 : 0    | Brest               |
| Bayern Mnichov    | 1 : 0    | Paris Saint-Germain |
| Inter             | 1 : 0    | RB Leipzig          |
| Manchester City   | 3 : 3    | Feyenoord           |
| Sporting CP       | 1 : 5    | Arsenal             |
| CZ Bělehrad       | 5 : 1    | VfB Stuttgart       |
| Sturm Graz        | 1 : 0    | Girona              |
| Monaco            | 2 : 3    | Benfica             |
| Aston Villa       | 0 : 0    | Juventus            |
| Bologna           | 1 : 2    | Lille               |
| Celtic            | 1 : 1    | Club Brugge         |
| Dinamo Záhřeb     | 0 : 3    | Borussia Dortmund   |
| Liverpool         | 2 : 0    | Real Madrid         |
| PSV Eindhoven     | 3 : 2    | Šachtar Doněck      |

| Tým #1            | Výsledek | Tým #2              |
| ----------------- | -------- | ------------------- |
| Girona            | 0 : 1    | Liverpool           |
| Dinamo Záhřeb     | 0 : 0    | Celtic              |
| Atalanta          | 2 : 3    | Real Madrid         |
| Bayer Leverkusen  | 1 : 0    | Inter               |
| Club Brugge       | 2 : 1    | Sporting CP         |
| Red Bull Salzburg | 0 : 3    | Paris Saint-Germain |
| Šachtar Doněck    | 1 : 5    | Bayern Mnichov      |
| RB Leipzig        | 2 : 3    | Aston Villa         |
| Brest             | 1 : 0    | PSV Eindhoven       |
| Atlético Madrid   | 3 : 1    | Slovan Bratislava   |
| Lille             | 3 : 2    | Sturm Graz          |
| Milán             | 2 : 1    | CZ Bělehrad         |
| Arsenal           | 3 : 0    | Monaco              |
| Borussia Dortmund | 2 : 3    | Barcelona           |
| Feyenoord         | 4 : 2    | Sparta Praha        |
| Juventus          | 2 : 0    | Manchester City     |
| Benfica           | 0 : 0    | Bologna             |
| VfB Stuttgart     | 5 : 1    | Young Boys          |

| Tým #1              | Výsledek | Tým #2            |
| ------------------- | -------- | ----------------- |
| Monaco              | 1 : 0    | Aston Villa       |
| Atalanta            | 5 : 0    | Sturm Graz        |
| Atlético Madrid     | 2 : 1    | Bayer Leverkusen  |
| Bologna             | 2 : 1    | Borussia Dortmund |
| Club Brugge         | 0 : 0    | Juventus          |
| CZ Bělehrad         | 2 : 3    | PSV Eindhoven     |
| Liverpool           | 2 : 1    | Lille             |
| Slovan Bratislava   | 1 : 3    | VfB Stuttgart     |
| Benfica             | 4 : 5    | Barcelona         |
| Šachtar Doněck      | 2 : 0    | Brest             |
| RB Leipzig          | 2 : 1    | Sporting CP       |
| Milán               | 1 : 0    | Girona            |
| Sparta Praha        | 0 : 1    | Inter             |
| Arsenal             | 3 : 0    | Dinamo Záhřeb     |
| Celtic              | 1 : 0    | Young Boys        |
| Feyenoord           | 3 : 0    | Bayern Mnichov    |
| Paris Saint-Germain | 4 : 2    | Manchester City   |
| Real Madrid         | 5 : 1    | Red Bull Salzburg |

| Tým #1            | Výsledek | Tým #2              |
| ----------------- | -------- | ------------------- |
| Aston Villa       | 4 : 2    | Celtic              |
| Bayer Leverkusen  | 2 : 0    | Sparta Praha        |
| Borussia Dortmund | 3 : 1    | Šachtar Doněck      |
| Young Boys        | 0 : 1    | CZ Bělehrad         |
| Barcelona         | 2 : 2    | Atalanta            |
| Bayern Mnichov    | 3 : 1    | Slovan Bratislava   |
| Inter             | 3 : 0    | Monaco              |
| Red Bull Salzburg | 1 : 4    | Atlético Madrid     |
| Girona            | 1 : 2    | Arsenal             |
| Dinamo Záhřeb     | 2 : 1    | Milán               |
| Juventus          | 0 : 2    | Benfica             |
| Lille             | 6 : 1    | Feyenoord           |
| Manchester City   | 3 : 1    | Club Brugge         |
| PSV Eindhoven     | 3 : 2    | Liverpool           |
| Sturm Graz        | 1 : 0    | RB Leipzig          |
| Sporting CP       | 1 : 1    | Bologna             |
| Brest             | 0 : 3    | Real Madrid         |
| VfB Stuttgart     | 1 : 4    | Paris Saint-Germain |

## Vyřazovací část
Vyřazovací fázi Ligy mistrů UEFA 2024/2025 bude hrát 24 nejlepších týmů z celkové tabulky.

### Šestnáctifinále
Šestnáctifinále (předkolo play-off) spolu sehrají týmy na 9.–24. místě celkové tabulky ligové fáze, přičemž týmy na 9.–16. místě celkové tabulky jsou pro toto kolo nasazeny a mají právo odvety na domácím stadionu.
| Nasazené týmy (týmy na 9.–16. místě) | Nenasazené týmy (týmy na 17.–24. místě) |
| ------------------------------------ | --------------------------------------- |
| Atalanta                             | Monaco                                  |
| Borussia Dortmund                    | Brest                                   |
| Real Madrid                          | Feyenoord                               |
| Bayern Mnichov                       | Juventus                                |
| Milán                                | Celtic                                  |
| PSV Eindhoven                        | Manchester City                         |
| Paris Saint-Germain                  | Sporting CP                             |
| Benfica                              | Club Brugge                             |

| Domácí v 1. zápase | Celkem | Hosté v 1. zápase   | 1. zápas | 2. zápas  |
| ------------------ | ------ | ------------------- | -------- | --------- |
| Brest              | 0 : 10 | Paris Saint-Germain | 0:3      | 0:7       |
| Club Brugge        | 5 : 2  | Atalanta            | 2:1      | 3:1       |
| Manchester City    | 3 : 6  | Real Madrid         | 2:3      | 1:3       |
| Juventus           | 3 : 4  | PSV Eindhoven       | 2:1      | 1:3 (pp.) |
| Feyenoord          | 2 : 1  | Milán               | 1:0      | 1:1       |
| Celtic             | 2 : 3  | Bayern Mnichov      | 1:2      | 1:1       |
| Sporting CP        | 0 : 3  | Borussia Dortmund   | 0:3      | 0:0       |
| Monaco             | 3 : 4  | Benfica             | 0:1      | 3:3       |

### Osmifinále
V osmifinále sehrají své zápasy týmy z 1.–8. místa konečné tabulky ligové fáze proti vítězům šestnáctifinále (předkola play-off).
| Nasazené týmy (týmy na 1.–8. místě) | Nenasazené týmy (vítězové ze šestnáctifinále) |
| ----------------------------------- | --------------------------------------------- |
| Liverpool                           | Paris Saint-Germain                           |
| Barcelona                           | Benfica                                       |
| Arsenal                             | PSV Eindhoven                                 |
| Inter                               | Feyenoord                                     |
| Atlético Madrid                     | Real Madrid                                   |
| Bayer Leverkusen                    | Bayern Mnichov                                |
| Lille                               | Borussia Dortmund                             |
| Aston Villa                         | Club Brugge                                   |

| Domácí v 1. zápase  | Celkem         | Hosté v 1. zápase | 1. zápas | 2. zápas  |
| ------------------- | -------------- | ----------------- | -------- | --------- |
| Paris Saint-Germain | 1 : 1 (4:1 p.) | Liverpool         | 0:1      | 1:0 (pp.) |
| Club Brugge         | 1 : 6          | Aston Villa       | 1:3      | 0:3       |
| Real Madrid         | 2 : 2 (4:2 p.) | Atlético Madrid   | 2:1      | 0:1 (pp.) |
| PSV Eindhoven       | 3 : 9          | Arsenal           | 1:7      | 2:2       |
| Benfica             | 1 : 4          | Barcelona         | 0:1      | 1:3       |
| Borussia Dortmund   | 3 : 2          | Lille             | 1:1      | 2:1       |
| Bayern Mnichov      | 5 : 0          | Bayer Leverkusen  | 3:0      | 2:0       |
| Feyenoord           | 1 : 4          | Inter             | 0:2      | 1:2       |

### Čtvrtfinále
| Domácí v 1. zápase  | Celkem | Hosté v 1. zápase | 1. zápas | 2. zápas |
| ------------------- | ------ | ----------------- | -------- | -------- |
| Paris Saint-Germain | 5:4    | Aston Villa       | 3:1      | 2:3      |
| Arsenal             | 5:1    | Real Madrid       | 3:0      | 2:1      |
| Barcelona           | 5:3    | Borussia Dortmund | 4:0      | 1:3      |
| Bayern Mnichov      | 3:4    | Inter             | 1:2      | 2:2      |

### Semifinále
| Domácí v 1. zápase | Celkem | Hosté v 1. zápase   | 1. zápas | 2. zápas  |
| ------------------ | ------ | ------------------- | -------- | --------- |
| Arsenal            | 1:3    | Paris Saint-Germain | 0:1      | 1:2       |
| Barcelona          | 6:7    | Inter               | 3:3      | 3:4 (pp.) |

### Finále
Finále se konalo 31. května 2025 na stadionu Allianz Arena v Mnichově. Po losování čtvrtfinále a semifinále se ve uskutečnilo losování, které určilo administrativní domácí tým z prvního semifinále.
| 31. května 2025 21:00                                 |        |       |                                                                        |
| PSG                                                   | 5 : 0  | Inter | Allianz Arena, Mnichov, Německo diváci: 75 024 rozhodčí: István Kovács |
| Hakimi 12' Doué 20', 63' Kvaracchelija 73' Mayulu 87' | Report |       | Allianz Arena, Mnichov, Německo diváci: 75 024 rozhodčí: István Kovács |